# ندا کوثری (موای‌تای)
ندا کوثری یامچلو معروف به ندا کوثری (زاده ۲۰ آبان ۱۳۷۴ در اردبیل) موای‌تای کار اهل ایران است. وی علاوه بر چندین قهرمانی در کشور در سال ۲۰۲۲ به اردوی تیم ملی دعوت شد. از افتخارات وی می‌توان به کسب مدال برنز مسابقات قهرمانی جهان ۲۰۲۲ امارات اشاره کرد.

## افتخارات

### بین‌المللی
- کسب مدال برنز کلاس A موای تای در مسابقات قهرمانی بزرگسالان جهان در سازمان جهانی ایفما ابوظبی در سال ۲۰۲۲.[۱۵][۱۶]

### ملی
- ۷ سال قهرمان کیک‌بوکسینگ کشور.[۱۷]
- کسب دو عنوان قهرمانی در مسابقات لیگ برتر وشو بانوان کشور با تیم سپاهان اصفهان در سال‌های ۱۳۹۹ و ۱۴۰۰.[۱۸]

## مدارک مربی‌گری
- دارای بالاترین مدرک مربی‌گری موی‌تای در جهان OSM.
- بوکسر حرفه‌ای دارای لایسنس بوکس حرفه‌ای در بوکس‌رک بارکوردیک برد.[۱۹]

## تورنمنت‌ها
- مسابقات قهرمانی بزرگسالان جهان امارات ۲۰۲۲.[۲۰][۲۱][۲۲][۲۳]
- مسابقات لیگ برتر وشو کشور در سال ۱۳۹۹ و ۱۴۰۰.[۱۸]
- مسابقات قهرمانی کشور.[۲][۱۷]